# Jacek Mielcarek
Jacek Mielcarek (ur. 17 maja 1964 w Prudniku) – polski muzyk klarnecista i saksofonista, kompozytor i autor tekstów; dziennikarz muzyczny.
Jest absolwentem wydziału jazzu na Akademii Muzycznej w Katowicach oraz Podyplomowych Studiów Etnomuzykologicznych na Uniwersytecie Warszawskim (2013).

## Działalność muzyczna
Jest niewidomy od urodzenia. Od dzieciństwa ujawniał uzdolnienia muzyczne. Jako kilkuletni chłopiec uczył się grać na fortepianie na zajęciach muzycznych w Owińskach pod Poznaniem, gdzie spędził 6 lat.
Następnie uczęszczał do szkoły muzycznej I st w Krakowie, II stopnia w Opolu – dyplom w 1986 z klarnetu i saksofonu. Następnie studiował na wydziale jazzu i muzyki rozrywkowej w Katowicach. Dyplom z saksofonu w klasie Prof. Jerzego Jarosika otrzymał w 1990 roku. Po ukończeniu studiów koncertował w Kanadzie i USA wraz z czołówką polskich muzyków rozrywkowych, m.in. z Krzysztofem Krawczykiem. 
Po powrocie do kraju grał głównie jazz występując w klubach muzycznych. W Radiu Opole przedstawiał najnowsze nagrania muzyków sceny jazzowej. W składzie Opole Big Band, działającym przy Filharmonii Opolskiej, występował jako saksofonista i wokalista na wielu estradach Europy, m.in. na Festiwalu Jazzowym w Montreux. W 2005 roku Radio Opole wydało płytę „Mellow Look”, w której zagrał w duecie z pianistą Markiem Walarowskim.
W 2008 współtworzył Jacek Mielcarek Trio wraz z basistą Kubą Mielcarkiem (prywatnie synem) oraz perkusistą Noamem Davidem (pochodzącym z Izraela). Trio porusza się w szerokim spektrum stylów muzycznych – od jazzu, etnojazzu, przez muzykę ludową zwłaszcza polską aż po kompozycje własne członków zespołu. Jest współtwórcą projektów Nisza i Śliczne Goździki (2011). 
Wraz z Kubą Mielcarkiem stworzył muzyczno-kontemplacyjne misterium pasyjne Zbliżam się k'Tobie. W 2016 roku misterium zostało nagrane na płycie Zbliżam się k'Tobie wydanej przez Braci Mniejszych Kapucynów z Prowincji Warszawskiej.
Muzyk brał udział w nagraniu wielu płyt, takich jak Mellow look, I co dalej?, Kumija Trio. Pojawiał się na płytach Kapeli Brodów, Anny Brody, Wielbłądów, Józwy Mintofta, Indii Czajkowskiej, Phillipa Brackena, Roberta Czecha, zespołu Carrantuohill, Natalii Kukulskiej, Beaty Bednarz, Krzysztofa Nurkiewicza, Anny Panas, Pawła Steczkowskiego, śląskim projekcie Rasa.
Współpracował z muzykami, takimi jak: (alfabetycznie)  Phillip Bracken, Witek Broda, Ania Broda, India Czajkowska, Noam David,  Noumassan Dembele, Karo Glazer, Dima Gorelik, Krzysztof Kobyliński, Krzysztof Krawczyk, Natalia Kukulska, Przemek Łozowski, Heniek Małolepszy, Kapela Niwińskich 5, Janusz Prusinowski, Paweł Steczkowski, Adam Strug, Krzysztof Ścierański, Katarzyna Szurman, Marek Walarowski, Patryk Walczak, Barbara Wilińska. Występował w USA, Kanadzie, Rosji, Szwajcarii, Szwecji, Francji, Irlandii, Ukrainie, Rumunii.

## Współpraca z radiem
Od 1993 roku Jacek Mielcarek prowadzi w radiu audycje z pogranicza jazzu, muzyki folkowej, etnicznej, eksperymentalnej, a także (od 2007) związane z muzyką ludową. Są to programy takie, jak Jazzofonia, Muzyka źródeł, Słuchać i słyszeć, Od Armstronga do Prince’a, Etniczne drogi świata, Muzyka bez słów, O Kulturze – Debata. Jest również autorem słuchowisk radiowych.

## Twórczość kompozytorska
Jest  autorem muzyki i tekstów piosenek pisanych dla siebie i innych wykonawców, m.in. dla Zbigniewa Wodeckiego słów piosenki "Kochaj mnie".

## Nagrody i wyróżnienia
- 1988 – Krajowy Festiwal Piosenki Polskiej w Opolu – wyróżnienie indywidualne[15]
- 2006 – Jazzowy Festiwal w Montreux, występ w składzie Big Bandu Opole
- 2008 – Nowa Tradycja: w projekcie Adama Struga – I nagroda
- 2009 -  Nowa Tradycja: Jacek Mielcarek Trio, Złote Gęśle dla Jakuba Mielcarka
- 2010 – Nowa Tradycja: autorski projekt Nisza, nagroda specjalna oraz sesja nagraniowa w Polskim Radiu[4]
- 2011 – Grand Prix na Festiwalu Kapel Podwórkowych w Piotrkowie Trybunalskim – z zespołem Bal na Gnojnej
- 2013 – Festiwal Kapel Podwórkowych w Piotrkowie Trybunalskim – wyróżnienie z zespołem Krwawe Róże[16]
- 2017 – Medal Roku Błogosławionego Ojca Honorata Koźmińskiego, Lubartów[17]
- 2019 – Festiwal Folkowy Nowa Tradycja: z zespołem Karuzela – nagroda publiczności Burza braw